# Mashinky
Mashinky je strategická videohra s vlaky, jejímž autorem je Jan Zelený. Cílem je vytvořit prosperující železniční impérium na procedurálně generovaných mapách. Hra kombinuje realistickou grafiku, schematický konstrukční režim a herní pravidla inspirovaná deskovými hrami. Je dostupná v předběžném přístupu od 6. října 2017.

## Hratelnost
Mashinky jsou strategickou hrou s železniční dopravou. Cílem hry je vytvořit železniční impérium na generované mapě napříč sedmi historickými epochami od období páry až po supermoderní magneticky nadnášené soupravy. Hra je symbiózou realistické grafiky a čtverečkovaného konstrukčního světa, to vše s pravidly připomínajícími deskové hry.
Hráč se na začátku každé mapy stává vlastníkem malé dopravní společnosti na začátku 20. století. Jeho úkolem je dovážet zboží a cestující pomocí plánování a stavění tratí ve složitém terénu, nakupování a vynalézání nových druhů lokomotiv, vagónů, staničních budov a železniční infrastruktury. Musí obstát proti ekonomickým pravidlům a zvýšit zisk převážením pasažérů do měst, nebo zboží mezi mnoha na sebe navazujícími odvětvími průmyslu.
Hráč může kdykoliv během hraní přepínat do unikátního 2D izometrického stavěcího zobrazení (inspirovaného nejlepšími tituly budovatelských strategií v devadesátých letech). V tomto režimu je svět rozdělený přehlednou mřížkou a každé položení kolejí (zvláště ve složitějším terénu) připomíná zábavnou logickou hříčku. Můžete postavit cokoliv od jednoduchého spojení dvou stanic až po složitou sít železnic plnou mimoúrovňových křížení řízených návěstidly a maximalizovat tak propustnost a využití vašich kolejí.
Jak hra pokročí, hráč musí své vlakové impérium přizpůsobovat změnám na mapě a rozšiřovat. Může k tomu, kromě nových dopravních prostředků, využít i vylepšení do výrobních budov, Modernizovat svá depa, nebo rozšiřovat stanice o nové služby a budovy. Každé vylepšení dá unikátní bonus, zvýší kapacitu, přidá nový výrobní postup, nebo dokonce i nový druh zboží.
Kdykoliv může přepnout z konstrukčního pohledu zpět do plně 3D realistického, kde se celý svět zobrazuje až do nejmenších detailů. Může si prohlédnout cokoliv od složitého pohybu soukolí na nové parní lokomotivě až po pohoří z ptačí perspektivy, svézt se v jedné ze souprav, nebo se jen kochat tím, co vytvořil v uklidňující scenérii projíždějících parních mašin hlubokými kaňony, nebo třeba svištících moderních rychlíků napříč úrodným údolím.

## Vývoj a vydání
Hru vyvíjí od roku 2009 Jan Zelený. Inspirací mu byly tituly Transport Tycoon a Railroad Tycoon. Původně Mashinky vyvíjel ve svém volném čase, ale od června 2018 se jim Zelený věnuje naplno. Vytvořil si pro ně vlastní trojrozměrný herní engine.
Hra byla oznámena 3. listopadu 2016 na konferenci GDS ještě pod názvem Logistics, kde získala vítězství v soutěži GDS Indie Awards 2016. Dne 6. října 2017 vyšla v předběžném přístupu na platformě Steam pro Microsoft Windows.
Dne 11. dubna 2022 byla vydána aktualizace, která do titulu přidala mimo jiné režim pro více hráčů.

## Přijetí
Oceněna byla mezi 4.-6. květnem 2017 na konferenci Game Access 2017 v kategoriích Best Gameplay a Player's Choice. V roce 2018 získala titul Česká-Slovenská hra roku 2017 v největší české herní anketě Ceny hráčů a v soutěži Česká hra roku 2017 byla odbornou porotou oceněna za Největší naděje a Nejlepší herní design.
K srpnu 2018 se podle slov tvůrce hry prodalo na 40 tisíc kopií.